# Noble E. Cunningham
Noble E. Cunningham, Jr. (* 1926 in Evans Landing; † 30. März 2007 in Columbia) war ein US-amerikanischer Historiker, der sich mit den Anfängen der Vereinigten Staaten beschäftigte. Er gilt als ein Experte für Thomas Jefferson.

## Leben
Cunningham diente von 1944 bis 1946 in der United States Army. Seinen Bachelor erhielt er 1948 an der University of Louisville, dem ein Jahr später der Master folgte. 1952 promovierte er an der University of North Carolina. Er lehrte am Wake Forest College und an der University of Richmond, bevor er ab 1964 an die University of Missouri in Columbia wechselte. Er war bei der University of Missouri Byler Distinguished Professor, Frederick A. Middlebush Professor und Curators’ Professor of History.

## Werk
Cunninghams jeweils 1957 und 1963 veröffentlichten The Jeffersonian Republicans: The Formation of Party Organization, 1789–1801 und The Jeffersonian Republicans in Power: Party Operations, 1801–1809 beschreiben die Entstehung und Organisation der Demokratisch-Republikanischen Partei, welche zusammen mit der Föderalistischen Partei das First Party System bildete. Cunningham setzt die Entstehung der Parteien im Jahre 1792, was er mit mehreren Repräsentanten begründet, die mehrmals zusammen mit James Madison stimmten. Madison war auch statt Thomas Jefferson der Organisator der Demokratisch-Republikanischen Partei. Aus Cunninghams Recherche resultierte The Making of the American Party System 1789–1809, einer Werksammlung von damaligen Werken. Stephen G. Kurtz, der The Jeffersonian Republicans: The Formation of Party Organization, 1789–1801 rezensiert, stimmt Cunninghams Datierung der ersten Parteien nicht zu. Auch kritisiert er mehrere Lücken im Buch, so sei die Präsidentschaftswahl von 1796 nicht genügend behandelt worden. Hingegen sei Cunninghams Beschreibung der Präsidentschaftswahl von 1800, insbesondere in South Carolina, einer der besten. W. H. Masterson sieht das Buch positiv, da die meisten Kritiken nur verschiedene Ereignisse anders gewichten. D. H. Gilpatrick bezeichnet das Buch als wertvoll. William Nisbet Chambers, der The Jeffersonian Republicans in Power: Party Operations, 1801–1809 rezensiert, sieht dieses Buch wegen dessen guter Darstellung und vielen neuen Materialien als wichtige Lektüre für Interessierte am Thema. Forrest McDonald beachtet das Buch hingegen kritisch, es sei zu neun Zehnteln eine klischeehafte Geschichte.
Das 1978 veröffentlichte The Process of Government under Jefferson beschreibt die Organisation der Exekutive und Legislative während der Präsidentschaft von Thomas Jefferson. Cunningham sieht die Administration als besser betrieben als die Administration Washingtons. Auch bewertet er Jefferson als einen fähigen Administrator, der sich selbst sowohl als Oberhaupt einer Nation als auch als Oberhaupt Partei verstand. Positionen in Jeffersons Kabinett, welches sonst häufig auf den Außenminister Madison und den Finanzminister Albert Gallatin reduziert wird, stellt Cunningham als bedeutende Posten dar, welche von kompetenten Politikern bemannt wurden. Mehrere Rezensionen zogen einen Vergleich mit Leonard D.  Whites The Jeffersonians: A Study in Administrative History, welches das gleiche Thema behandelt, jedoch auch andere demokratisch-republikanische Administrationen. Daniel P. Jordan bewertet das Buch als „hervorragend“, allerdings gäbe es wegen des Verfahrens, das Cunningham nutzte, mehrere Lücken. Christopher McKee bezeichnet das Buch als das beste Buch über Jeffersons Präsidentschaft in einiger Zeit, doch auch er kritisiert einige Lücken. Ralph L. Ketcham sieht das Buch als von großem Wert für die Forschung über Jefferson. Robert F. Jones bezeichnet das Buch als eine Studie erster Klasse.
In The Image of Thomas Jefferson in the Public Eye behandelt mehr als 60 Abbildungen von Thomas Jefferson. Carl E. Prince empfiehlt das Buch für alle mit einem Interesse an Jefferson. Daniel P. Jordan lobt das Buch. Merrill D. Peterson bezeichnet das Buch als beeindruckend.
Eine Biografie von Thomas Jefferson ist das 1987 veröffentlichte In Pursuit of Reason: The Life of Thomas Jefferson, welches Teil der Southern Biography Series ist. Obwohl das Buch hauptsächlich eine politische Biografie, die sich nicht näher mit Jeffersons Persönlichkeit oder Denken befasst, ist, bildet Cunningham einen Hintergrund mit Jefferson als einen Anführer, der von Vernunft geprägt wird. Robert F. Jones sieht es als ein Erfolg, das trotz seines Fokus empfehlenswert für Interessierte an Jefferson. Robert J. Gough lobt das Buch. Paul Goodman sieht das Buch als einer der besten Kurzbiografien von Jefferson. Christof Mauch bewertet das Buch als verlässlich.
Cunninghams 1988 veröffentlichtes The United States in 1800: Henry Adams Revisited ist eine Behandlung von History of the United States of America During the Administration of Thomas Jefferson and James Madison (1889–1891) vom bedeutenden Historiker Henry Adams. Genauer beschäftigt er sich mit Adams Eröffnung, mehreren Kapiteln über die Vereinigten Staaten im Jahre 1800, welches Adams als eine fast noch mittelalterliche Zeit sieht. Cunningham lehnt diese pessimistische Interpretation ab; Sie würde mehrere Quellen ignorieren, die die Vereinigten Staaten progressiver darstellen. Das Buch ist eine Sammlung von Essays, die auf Vorlesungen an der University of Richmond basieren. George Green Shackelford bezeichnet das Buch als elegant. Paul C. Nagel sieht es als einen bedeutenden Kommentar zu den Werken Adams.
In dem 1991 veröffentlichtem Popular Images of the Presidency: From Washington to Lincoln sammelt Cunningham mehr als 360 Abbildungen von Präsidenten der Vereinigten Staaten, die er als eine Repräsentierung des Platzes der Präsidenten im öffentlichen Bild sieht. Die Abbildungen werden von Cunningham in mehreren Essays kommentiert. Jerry W. Cotten bewertet das Buch positiv; es würde einen Verlangen nach einer Analyse von Darstellungen der Präsidenten füllen. Robert P. Hay bezeichnet das Buch als absolut faszinierend. David Tatham empfiehlt das Buch für Kunsthistoriker, die das Buch als Bildquelle nutzen könnten, doch würde es auch für Historiker, die von den Kommentaren profitieren könnten, hilfreich sein.
Teil der American Presidency Series ist The Presidency of James Monroe, welches die Präsidentschaft von James Monroe behandelt. Monroes größte Erfolge sieht Cunningham in seiner Außenpolitik. Dazu gehört zum Beispiel der Adams-Onís-Vertrag, in dem die Vereinigten Staaten Florida von Spanien kaufte, doch sieht er die wichtigste Errungenschaft von Monroe in der Monroe-Doktrin. Monroe habe die Doktrin nicht komplett von seinem Außenminister John Quincy Adams übernommen, sondern habe vieles gestrichen oder geändert. Trotzdem schließt er sich der Wertung an, dass der Polignac Memorandum europäischen Einfluss in Amerika schon verhinderte. Hingegen stellt er Monroes ökonomische Politiken kritisch dar, da sein Wirken im Verbessern von der amerikanischen Infrastruktur unproduktiv war. Insgesamt schließt er sich Harry Ammons Wertung von Monroe an, dass er leicht überdurchschnittlich war. Maurice Baxter bezeichnet es als eine willkommene Studie eines wichtigen Themas. C. Edward Skeen beschreibt das Buch als eine zufrieden stellende Darstellung einer oft übersehen Phase der amerikanischen Geschichte.
Cunninghams 2000 veröffentlichtes Jefferson Vs. Hamilton: Confrontations that Shaped a Nation ist ein Sammelwerk von ausgewählten Dokumenten von Alexander Hamilton und Thomas Jefferson und dazugehörenden Kommentaren von Cunningham, die dem Leser zu einem besseren Verständnis der 1790er in den Vereinigten Staaten verhelfen sollen. Thomas E. Carney sieht das Buch positiv.
Das 2003 veröffentlichte Jefferson and Monroe: Constant Friendship and Respect behandelt die Freundschaft zwischen Monroe und Jefferson. Steven A. Case bezeichnet das Buch als faszinierend. Stuart Leibiger lobt das Buch.

## Veröffentlichungen (Auswahl)
Autor
- The Jeffersonian Republicans: The Formation of Party Organization, 1789–1801 University of North Carolina, Chapel Hill 1957
- The Jeffersonian Republicans in Power: Party Operations, 1801–1809 University of North Carolina, Chapel Hill 1963
- The Process of Government under Jefferson Princeton University Press, Princeton 1978
- The Image of Thomas Jefferson in the Public Eye University Press of Virginia, Charlottesville 1981
- In Pursuit of Reason: The Life of Thomas Jefferson (= Southern Biography Series) Louisiana State University, Baton Rouge 1987
- The United States in 1800: Henry Adams Revisited University Press of Virginia, Charlottesville 1988
- Popular Images of the Presidency: From Washington to Lincoln University of Missouri Press, Columbia 1991
- The Presidency of James Monroe (= The American Presidency Series) University Press of Kansas, Lawrence 1996, ISBN 978-0-7006-0728-0.
- Jefferson and Monroe: Constant Friendship and Respect University of North Carolina Press, Charlottesville 2003 (Vorwort von Joyce Appleby)

Editor
- The Making of the American Party System 1789–1809 Prentice-Hall Inc., Englewood Cliffs, 1965
- The Early Republic, 1789–1828 University of North Carolina Press, Columbia 1968
- Jefferson Vs. Hamilton: Confrontations that Shaped a Nation Bedford, Boston MA 2000, ISBN 0-312-08585-0

## Ehrungen
- Thomas Jefferson Award
- Thomas Jefferson Memorial Foundation Medal
- Mitglied von Phi Beta Kappa
- American Philosophical Society Fellow
- Guggenheim Fellow
- National Historical Publications Commission Fellow
- National Endowment for the Humanities Fellow